# Eduardo Blanco Amor
Eduardo Blanco Amor (Ourense, 14 de setembre de 1897 - Vigo, 1 de desembre de 1979) fou un escriptor gallec. El seu pare va abandonar la llar familiar quan Eduardo només tenia tres anys. En 1915, a l'edat de disset, va començar a treballar com a secretari de direcció a El Diario de Orense. Durant aquesta època va freqüentar les tertúlies de Vicente Risco, figura que va tenir una importància decisiva en la seva futura defensa i promoció de la cultura gallega. En 1919 va emigrar a Buenos Aires, on va continuar en contacte amb intel·lectuals gallecs de l'emigració, prenent part activa en la Federación de Sociedades Galegas, fundada en 1921, que pretenia aglutinar a tots els immigrants gallecs.
En 1923 va fundar amb Ramiro Isla Couto la revista Terra, en llengua gallega. Més endavant va participar també en altra publicació galleguista, Céltiga. En 1926 va entrar a formar part del diari argentí La Nación, on va conèixer a escriptors argentins com Leopoldo Lugones, Horacio Quiroga, Borges, Sabato i Mallea. En 1927 va iniciar la seva carrera literària, amb la novel·la Os Nonnatos, a la qual va seguir, a l'any següent, el llibre de poemes Romances Galegos. En 1928 va tornar a Galícia com corresponsal del diari La Nación. Durant aquest primer retorn va conèixer Castelao i a diversos intel·lectuals del Partit Galleguista i el grup Nós, i va escriure Poema en catro tempos, que publicaria posteriorment a Argentina en 1931. Des de Buenos Aires va col·laborar més tard amb la revista Nós amb diversos poemes i tres capítols de la seva novel·la inconclusa A escadeira de Jacob.
Va tornar a instal·lar-se a Espanya com corresponsal de La Nación entre 1933 i 1935, i va conèixer a Madrid Federico García Lorca, amb el qual li va unir una gran amistat. Va defensar des de l'Argentina la legalitat republicana quan es va produir l'esclat de la guerra civil espanyola. Durant els 20 anys següents va utilitzar en exclusiva el castellà en la seva obra literària, amb obres com Los miedos (1936) o La catedral y el niñon (1948). En 1956 va tornar al gallec amb Cancioneiro, i en 1959 va publicar una novel·la de gran importància per a la renovació de la narrativa gallega, A Esmorga. En Buenos Aires va fundar i va dirigir el Teatro Popular Galego. També va ser director de la revista Galícia, publicada pel centre Gallec de Buenos Aires. Va tornar a Galícia en 1965, i va publicar altra obra que va tenir gran repercussió, el llibre de contes Os biosbardos (1962). La eva última etapa va ser molt fecunda, a pesar de ser postergat per la cultura oficial: en 1970 va donar a llum una nova edició de A Esmorga, i en 1972 va aparèixer l'extensa novel·la Xente ao lonxe. En els seus últims anys va prestar gran atenció al gènere teatral, amb obres com Farsas para Títeres (1973) i Teatro pra a xente (1975). Va morir en Vigo en 1979.
Moltes de les seves obres narratives (A Esmorga, Xente ao lonxe, Os biosbardos) es desenvolupen en una ciutat fictícia, Auria, transposició literària d'Orense. Els crítics han trobat en les seves ficcions ecos d'autors com Ramón María del Valle-Inclán o Eça de Queiroz.

## Obra en gallec
- Os Nonnatos (narrativa, 1927)
- Romances galegos (poesia, 1928)
- Poema en catro tempos (poesia, 1931)
- A escadeira de Jacob (narrativa, inacabada)
- Cancioneiro (poesia, 1956)
- A esmorga (prosa, 1959).
- Os biosbardos (contes, 1962).
- Xente ao lonxe (narrativa, 1972).
- Farsas para títeres (teatre, 1973)
- poesia pra xente (teatre, 1974)
- Poemas galegos (poesia, 1980)
- Proceso en Jacobusland (Fantasía xudicial en ningures) (teatre, 1980)
- Castelao escritor (assaig 1986)
- A Contrapelo (assaig, 1993)

## Obra en castellà
- Horizonte evadido (poesia, 1936)
- En soledad amena (poesia, 1941)
- La catedral y el niño (narrativa, 1948)
- Chile a la vista (assaig, 1950)
- Las buenas maneras (assaig, 1963)
- Los miedos (novel·la, 1963)